# آاو اند
آاو اند (بيدفوردشير) (بالإنجليزية: How End)‏ هي قرية تقع في المملكة المتحدة في شرق إنجلترا.